# Makin

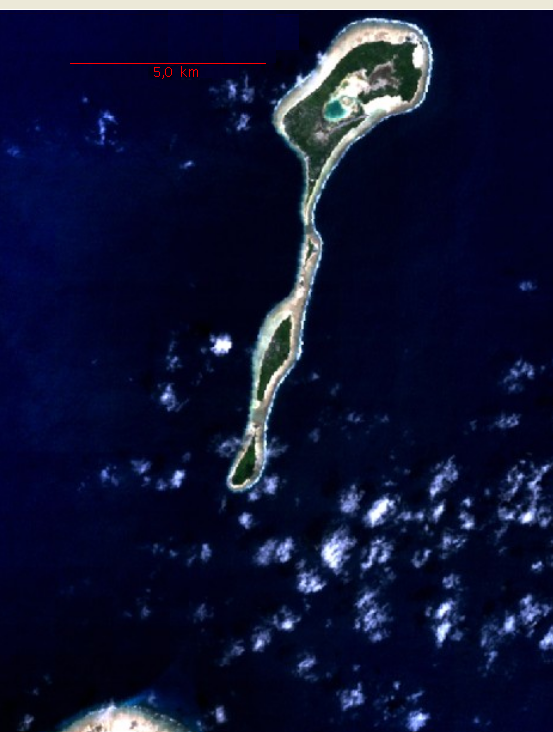
Immagine Landsat a colori reali di Makin, con l'angolo nordest di Butaritari in basso a sinistra.

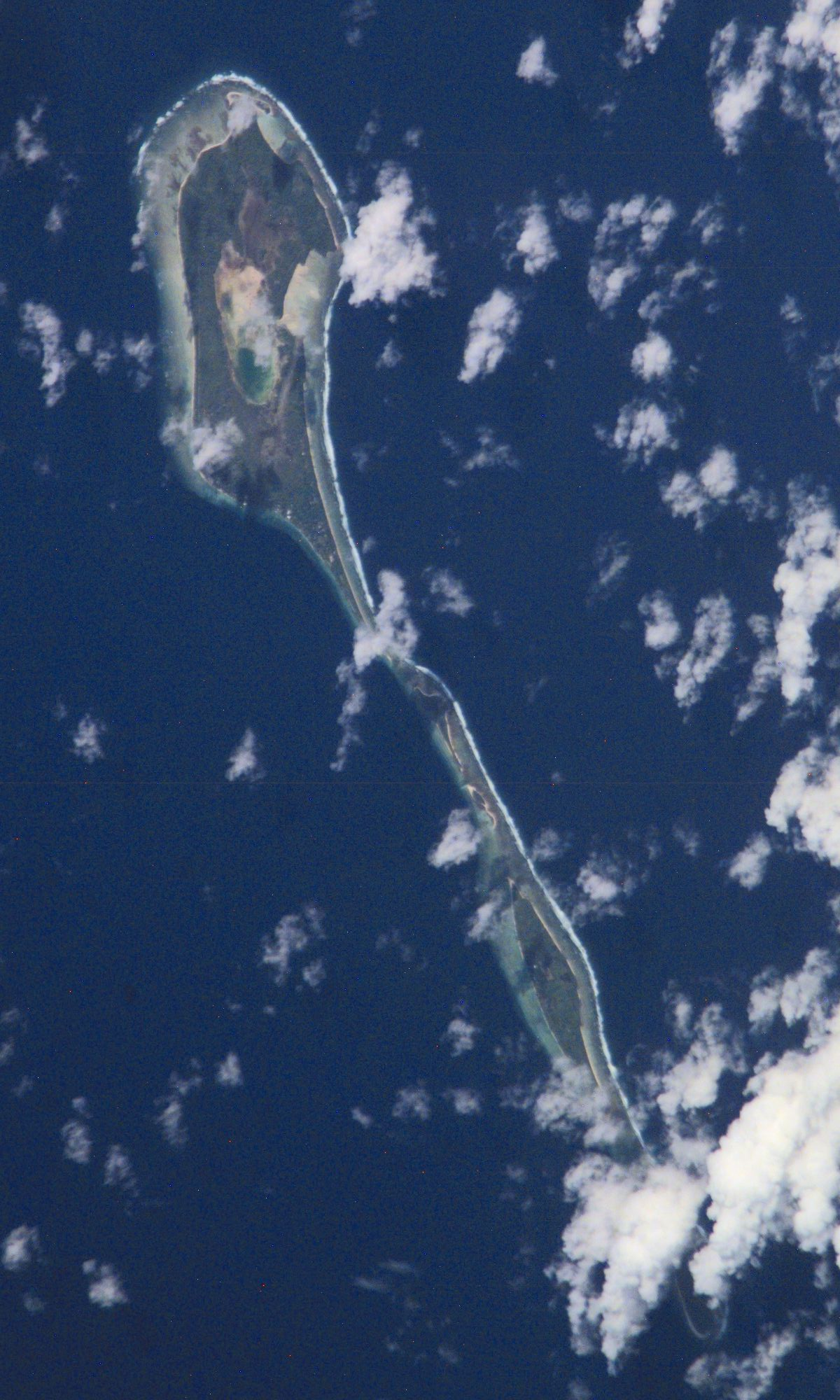
Makin.

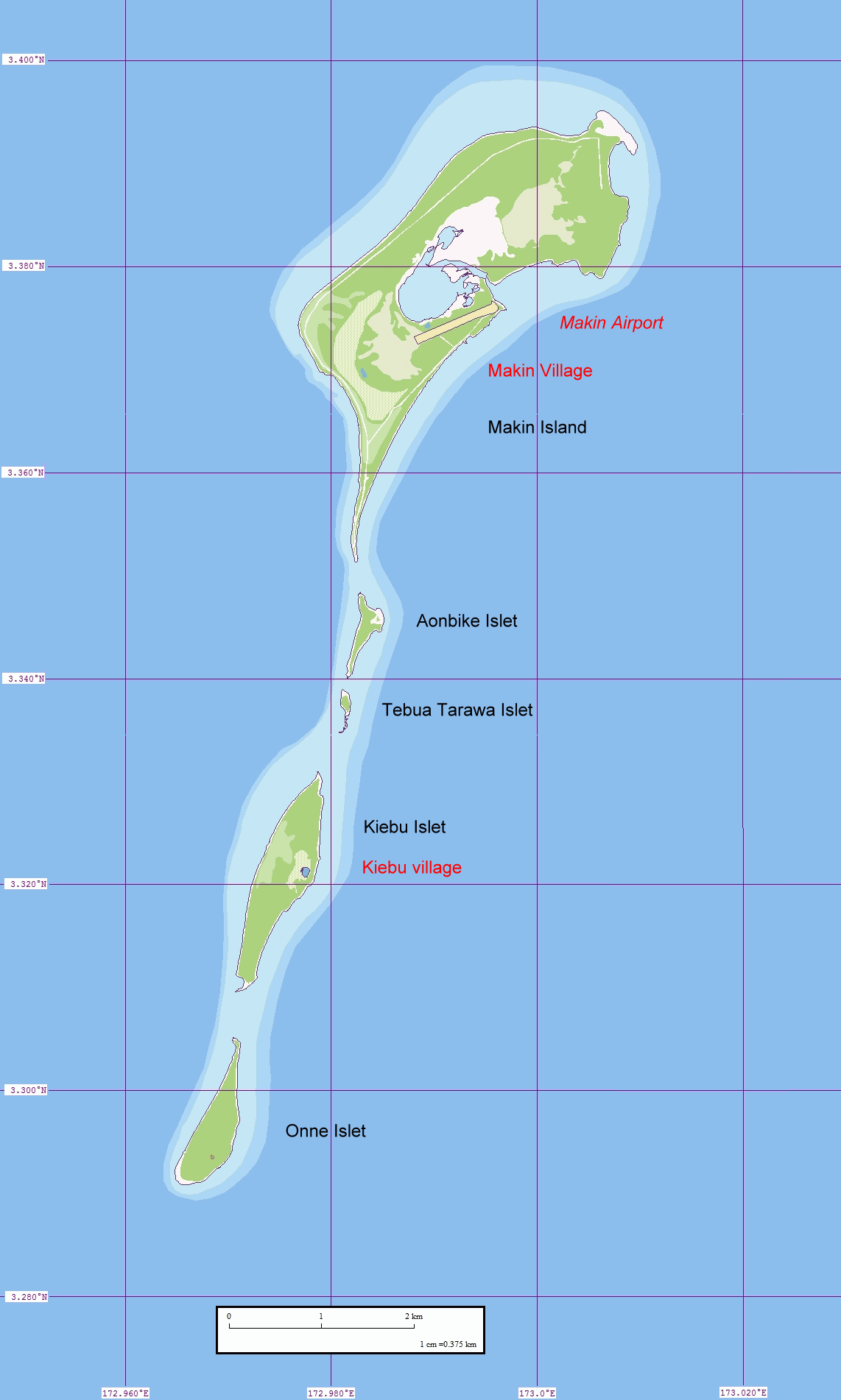
Mappa di Makin.

Makin, conosciuto anche come Makin Meang o Little Makin, è un atollo, gruppo di isole dell'arcipelago delle Isole Gilbert, nel Pacifico, il più a Nord della nazione insulare delle Kiribati.

## Geografia
Makin è posto a 6 km a nordest dell'estremità nordorientale di Butaritari (barriera corallina) e a 6,9 km dall'isola di Namoka. L'arcipelago ha una forma a barriera lineare, da nord a sud, ed è lungo 12,4 km. Consiste di 5 isole, delle quali solo le 2 più grandi (Makin e Kiebu) sono abitate. Il terzo atollo più grande, Onne, non è abitato. 

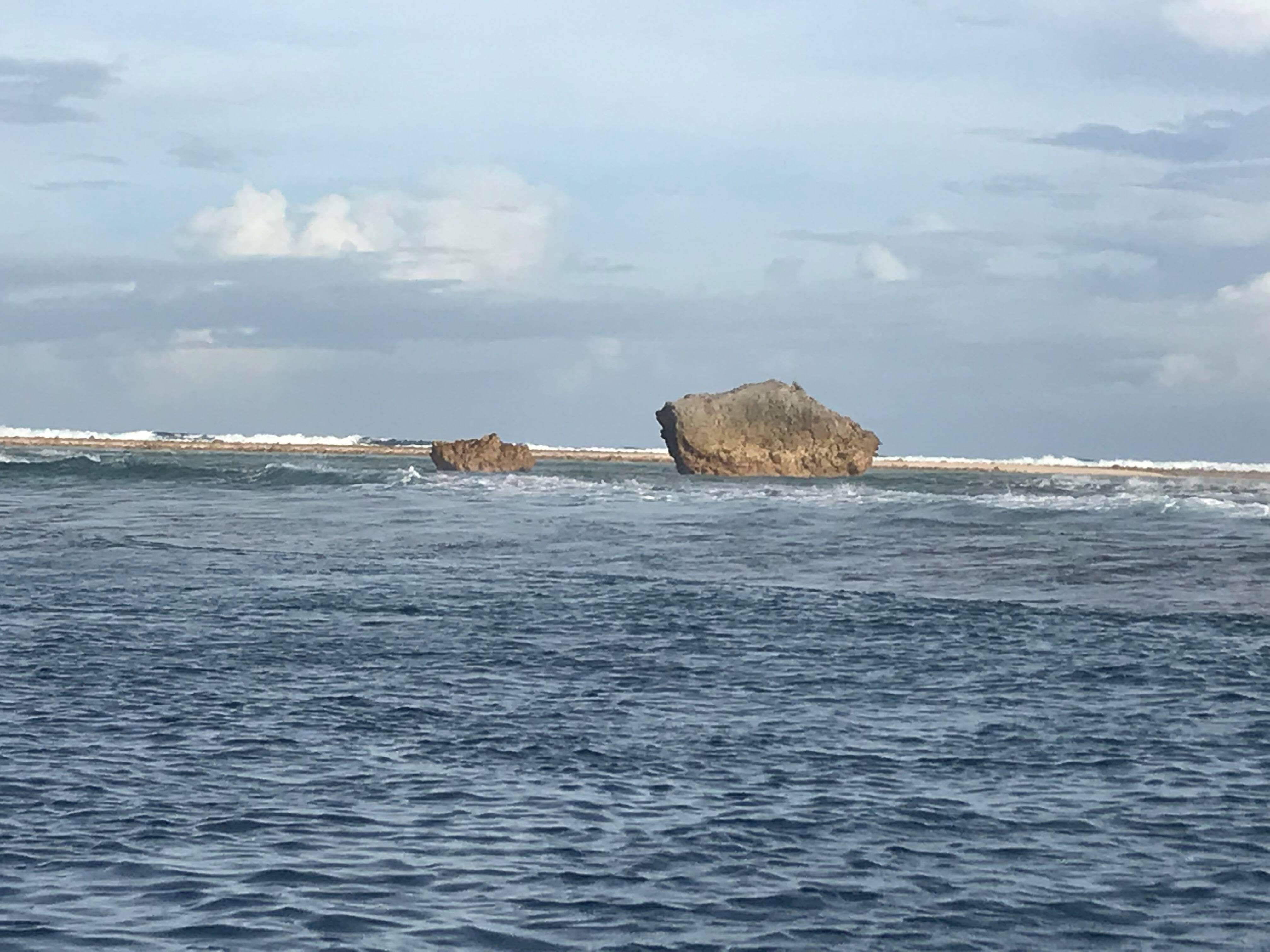
Rocce coralline, Makin

Tre imponenti formazioni rocciose caratteristiche sono il risultato di un tsunami del Cinquecento (1576). 
Questa striscia di isole è la propaggine settentrionale dell'arcipelago delle Gilbert, e la terza da nord a sud appartenente alla nazione di Kiribati (le più a nord sono Teraina e Tabuaeran nelle Sporadi equatoriali). La parte più a nord, che si chiama anch'essa Makin, ha una laguna praticamente circondata dalla terra grande 0,3 km² e collegata al mare solo da un canale largo 15 metri (coperto da un ponte), Makin può essere considerato un atollo degenerato. Kiebu, il secondo isolotto per dimensioni, ha una laguna chiusa ancora più piccola a est, con un diametro medio di circa 80 metri e lontana 60 dal mare aperto.
Quando i militari americani indicavano l'atollo vicino di Butaritari come Makin Atoll, la striscia delle Makin era chiamata Makin Meang o Little Makin per poterla distinguere. Oggi invece il termine Butaritari è entrato nel parlare comune.
A volte le Isole Gilbert sono considerate la continuazione a sud delle Isole Marshall, che si trovano a nord-nordovest. L'atollo Ņadikdik delle Marshall, che è il più vicino, si trova a 290 km da Makin.
Il Makin Airport, subito a nordest della città principale, tra il mare e la laguna, ha codice ICAO NGMN e codice IATA MTK.
Le Makin hanno un totale di 6,7 km² di superficie ed una popolazione di 2 385 abitanti (al 2005), divisi in 2 villaggi.

### Isole
- (Little) Makin (nome dell’atollo)
- Aonbike
- Kiebu
- Onne
- Tebuatarawa

### Paesi
| Makin | 1,834 abitanti |
| Kiebu | 551 abitanti   |

### Clima
Il clima è molto simile a quello dell'atollo vicino e più grande, quello di Butaritari, e genera abbondanti piogge che originano la presenza di lussureggiante vegetazione. In genere in un anno si hanno 400 cm di pioggia, abbondanti se comparati ai 200 dell'Atollo Tarawa ed ai 100 nel sud di Kiribati. Le precipitazioni aumentano ancora più durante El Niño.

## Storia
I vicini atolli di Butaritari e Makin furono “scoperti” da Pedro Fernandes de Queirós nel 1606 che li battezzò le isole del Buen Viaje (Buon Viaggio).
Sembra che gli Stati Uniti abbiano sfruttato il Guano Islands Act in loro possesso per reclamare il controllo delle isole poi diventate parte della colonia britannica delle Isole Gilbert ed Ellice.
Durante la Seconda guerra mondiale fu occupata dai giapponesi il 10 dicembre 1941 e dal 20 novembre al 24 novembre 1943 sulle isole si è combattuta la battaglia di Makin a seguito della quale l'isola fu riconquistata dagli americani.

## Nella cultura di massa
Le Isole Makin sono l'ambientazione di parte del videogioco Call of Duty: World at War, nel primo livello monogiocatore Semper Fidelis, ed in due mappe multiplayer: Makin e Makin Day. Vi è ambientata anche una campagna del gioco Medal of Honor: Pacific Assault con il nome di Makin Atoll.